# C. Gordon Fullerton
Pour les articles homonymes, voir Fullerton.
Charles Gordon Fullerton est un pilote d'essai et  astronaute américain, né le 11 octobre 1936 à Rochester et mort le 21 août 2013. Il a participé en tant que pilote d'essais à la mise au point d'un grand nombre de programmes de la NASA dont celui de la navette spatiale américaine.

## Biographie

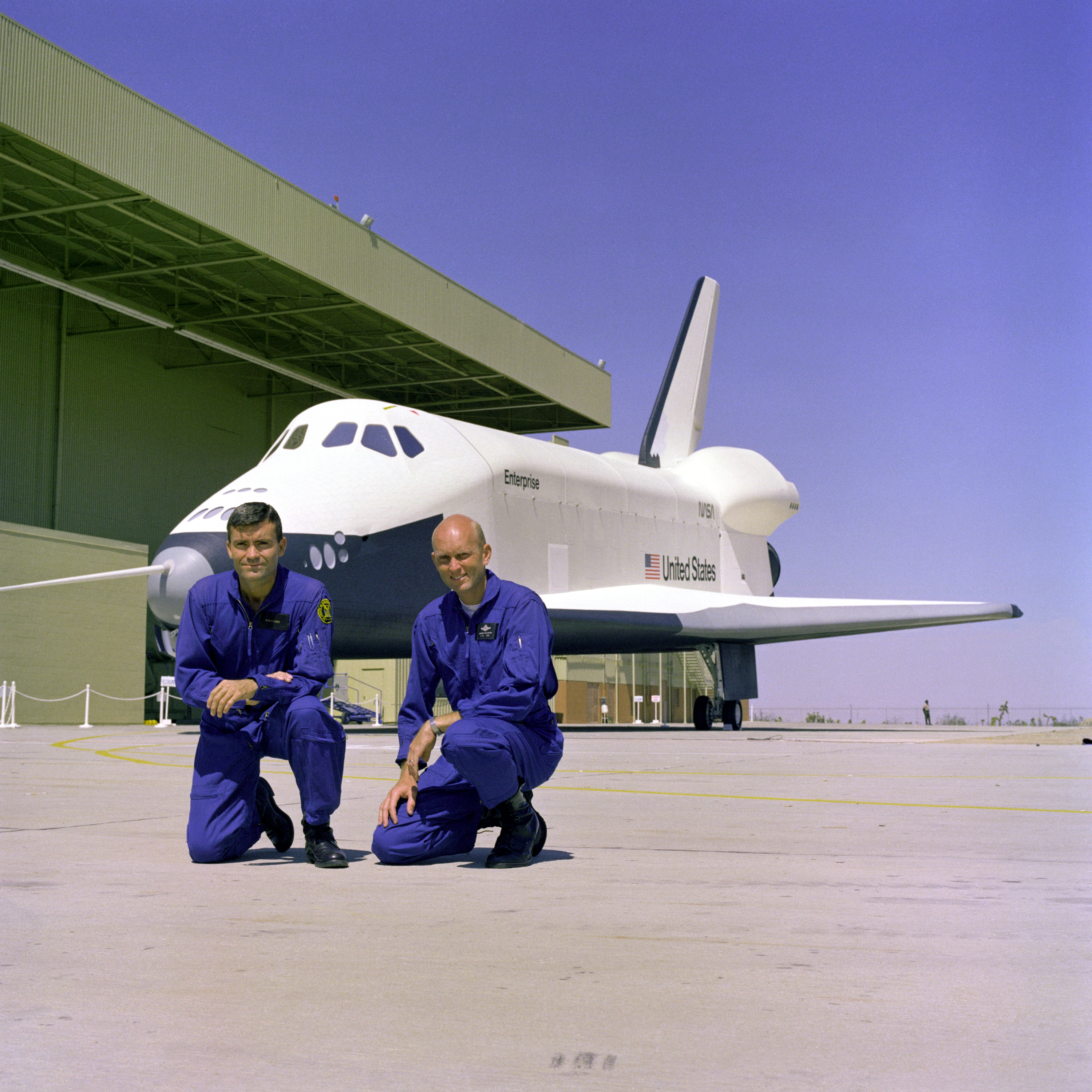
Fullerton et Fred Haise, premier équipage de la navette spatiale Enterprise, lors de ses essais atmosphériques.

Fullerton naît en 1936 à Rochester (État de New York) et suit un cursus universitaire qui lui permet d'obtenir en 1958 une maitrise en ingénierie mécanique au California Institute of Technology. Il rentre peu après dans l'Armée de l'Air américaine et suit une formation de pilote de chasse sur F-86 puis de pilote de bombardier sur B-47 avant de commencer une formations de pilote d'essai en 1964.
En 1966, il est sélectionné par l'Armée de l'Air pour devenir astronaute dans le cadre du programme  Manned Orbital Laboratory  de station spatiale militaire. Après l'annulation de ce programme en 1969, il rentre dans le corps des astronautes de la NASA. Il participe au sol aux missions Apollo 14, 15, 16 et 17. En 1977, Fullerton intègre le programme de la navette spatiale américaine en cours de développement. Il participe aux essais atmosphériques de la navette spatiale, notamment en équipe avec Fred Haise, un des membres de la mission Apollo 13). Il est pilote de la mission STS-3 (22 au 30 mars 1982), troisième vol de la navette chargé de qualifier le comportement thermique dans l'espace ainsi que le fonctionnement du bras Canadarm. Il est commandant de la mission STS-51-F (29 juillet au 6 août 1985) dont la principale charge utile est le laboratoire spatial européen Spacelab.
Par la suite, il est responsable au sein du centre spatial Dryden de la NASA (base Edwards) des tests en vol de plusieurs programmes développés par la NASA : lanceur aéroporté Pegasus, prototypes de navette X-38, X-43A, avion porteur du télescope infrarouge SOFIA, différents avions de chasse ou commerciaux mettant en œuvre des dispositifs expérimentaux. Sur l'ensemble de sa carrière, il cumule plus de 16 000 heures de vol sur 135 avions. Il prend sa retraite de l'Armée de l'air en 1988 après 30 ans de service et quitte la NASA en 2007. Affaibli par une crise cardiaque survenue fin 2009, il décède le 21 août 2013.

## Vols réalisés
- 22 mars 1982 : pilote du vol STS-3
- 29 juillet 1985 : commandant du vol STS-51-F